# 北尾政てる
北尾 政てる（きたお まさてる、生没年不詳）とは、江戸時代の浮世絵師。

## 来歴
北尾政演の門人。天明8年（1788年）刊行の黄表紙『真名手本義士之筆力』（山東京伝作）の挿絵を描いており、「まさのふ門人　政てる画」とある。